# San Diego Sockers
Los San Diego Sockers fue un equipo de fútbol de los Estados Unidos que formó parte de la North American Soccer League, la desaparecida liga de fútbol más importante del país.

## Historia
Fue fundado en el año 1978 en la ciudad de San Diego, California luego de que se mudara la franquicia de Las Vegas Quicksilvers, aunque el club no fue por su sección de fútbol que era reconocido, ya que era su sección de fútbol indoor la más fuerte, siendo uno de los equipos más exitosos en la historia del país en fútbol indoor.
Inicialmente, las victorias llegaron poco a poco para el club, pero de rápido montaje y experimentaron un éxito moderado sobre su historia al aire libre ganando varios títulos de división. Sin embargo, los Sockers ganaron la North American Soccer League (NASL) en pista cubierta de 1981/82 y 1983/84. El éxito estaba lejos de terminar para los Sockers de San Diego. Cuando la NASL desapareció, los Sockers San Diego se trasladaron a la Major Indoor Soccer League y ganaron ocho campeonatos: 1983, 1985, 1986, 1988, 1989, 1990, 1991 y 1992.
Los Sockers llevaron su éxito de una liga a otra. Cambiaron a la Continental Indoor Soccer League por tres más años a partir de 1993 a 1995. Sin embargo, después de varios cambios de propiedad, los Sockers desaparecieron después de la temporada de 1996.
Ha habido dos renacimientos sucesivos de Sockers. La primera era una franquicia en la WISL que más tarde se unió el a la MISL antes de desaparecer en el 2004. Un segundo comenzó fue para jugar en la PASL-PRO en 2009.

## Ligas
- NASL 1974–1984
- NASL indoor 1980–1982, 1983–1984
- MISL 1982–1983, 1984–1992
- CISL 1993–1996

## Temporadas

### Fútbol
| Año  | Temporada Regular                     | Playoffs                           | Notas                                    | Asistencia |
| ---- | ------------------------------------- | ---------------------------------- | ---------------------------------------- | ---------- |
| 1974 | 2º Este, 10–8–2                       | Perdió en cuartos de final         | eran los Baltimore Comets                | 4,139      |
| 1975 | 5º Este, 9–13                         | No clasificó                       | eran los Baltimore Comets                | 2,641      |
| 1976 | 5º Sur, 9–15                          | No clasificó                       | eran los San Diego Jaws                  | 6,152      |
| 1977 | 5º Sur, 11–15                         | No clasificó                       | eran los Las Vegas Quicksilvers          | 7,079      |
| 1978 | 1º Conferencia Americana Oeste, 18–12 | Perdió la Semifinal de Conferencia | primera temporada como San Diego Sockers | 5,146      |
| 1979 | 2º Conferencia Americana Oeste, 15–15 | Perdió en la Final de Conferencia  |                                          | 11,271     |
| 1980 | 3º Conferencia Americana Oeste, 16–16 | Perdió en la Final de Conferencia  |                                          | 12,753     |
| 1981 | 1º Oeste, 21–11                       | Perdió en la Final de Conferencia  |                                          | 14,802     |
| 1982 | 2º Oeste, 19–13                       | Perdió en la Semifinal de Liga     |                                          | 8,532      |
| 1983 | 4º Oeste, 11–19                       | No Clasiicó                        |                                          | 4,685      |
| 1984 | 1º Oeste, 14–10                       | Perdió en semifinales              | última temporada en fútbol               | 5,702      |

### Fútbol Indoor
| Año     | Liga | Temporada Regular | Playoffs                   | Asistencia |
| ------- | ---- | ----------------- | -------------------------- | ---------- |
| 1980–81 | NASL | 4º Sur, 6–12      | No clasificó               | 4,912      |
| 1981–82 | NASL | 1º Oeste, 10–8    | Campeón                    | 7,047      |
| 1982–83 | MISL | 1º Oeste, 32–16   | Campeón                    | 8,081      |
| 1983–84 | NASL | 1º NASL, 21–11    | Campeón                    | 11,415     |
| 1984–85 | MISL | 1º Oeste, 37–11   | Campeón                    | 9,595      |
| 1985–86 | MISL | 1º Oeste, 36–12   | Campeón                    | 9,581      |
| 1986–87 | MISL | 3º Oeste, 27–25   | Perdió en semifinales      | 9,748      |
| 1987–88 | MISL | 1º Oeste, 42–14   | Campeón                    | 8,996      |
| 1988–89 | MISL | 2º MISL, 27–21    | Campeón                    | 8,383      |
| 1989–90 | MISL | 2º Oeste, 25–27   | Campeón                    | 8,131      |
| 1990–91 | MSL  | 1º Oeste, 34–18   | Campeón                    | 7,231      |
| 1991–92 | MSL  | 1º MSL, 26–14     | Campeón                    | 9,348      |
| 1993    | CISL | 2º CISL, 20–8     | Finalista                  | 5,583      |
| 1994    | CISL | 2º Oeste, 18–10   | Perdió en cuartos de final | 5,032      |
| 1995    | CISL | 3º Sur, 17–11     | Perdió en cuartos de final | 5,366      |
| 1996    | CISL | 1º Oeste, 17–11   | Perdió en semifinales      | 4,830      |

## Palmarés
- Títulos (10)

- NASL indoor: 1981-82, 1983-84
- MISL: 1982–83, 1984–85, 1985–86, 1987–88, 1988–89, 1989–90, 1990–91, 1991–92

- Temporada Regular/ çtítulos Divisionales (12)

- NASL: 1978, 1981, 1984
- NASL indoor: 1981-82, 1983-84
- MISL: 1982–83, 1984–85, 1985–86, 1987–88, 1990–91, 1991–92
- CISL: 1996

Títulos de Conferencia (1)
- NASL indoor: 1981-82 (Pacífico)

## Jugadores destacados

### Fútbol
| - Bobby Smith (1979) - Derek Smethurst (1978) - Ade Coker (1978–1979) (1982–1987) - Juli Veee (1978–1982) (1981–1984) (1985–1988) | - Leonardo Cuéllar (1979–1981) - Hugo Sánchez (1979/80) - Emmanuel Sanon (1980–1983) - Kazimierz Deyna (1981–87) - Gary Etherington (1988-1989) | - Hugo Pérez (1978–1979) (1982–1987) - Mike Stojanović (1981–1982) - Kevin Crow (1983–1996) - Robert Iarusci (1984) |

### Fútbol Indoor
| - Fernando Clavijo (1984–88) - Ade Coker (1984–87) - Michael Collins (1991–92) - Kevin Crow (1984–96) | - Njego Pesa (1986–87) - Kazimierz Deyna (1981–87) - Volkmar Gross - John Kerr (1991–92) | - Hugo Pérez (1984–90) - Brian Schmetzer (1984–88) - Branko Segota (1985–90) - Juli Veee (1981–88) - Steve Zungul (1984–86, 1988–90) |

## Entrenadores
| - Hubert Vogelsinger 1978–1980 - Hank Liotart 1980 | - Ron Newman 1980–1993 - Brian Quinn (1994–96) |

## Quiropráctico
- George Billauer[8] 1978-1987

## Dueños
| - Bob Bell (1978–87) - Ron Fowler (1987–91) | - Oscar Ancira, Sr. (1991–94) - San Diego Sports Arena Management (1994–96) |